# Đá Núi Mon
Đá Núi Mon(tiếng Anh: Bittern Reef hoặc Maralie Reef; tiếng Trung: 石盘仔; bính âm: Shípánzǐ, Hán-Việt: Thạch Bàn Tử) là một rạn san hô thuộc cụm Trường Sa của quần đảo Trường Sa. Đá này nằm về phía bắc của đảo Phan Vinh A khoảng 14 hải lý (26,1 km).
Đá Núi Mon là đối tượng tranh chấp giữa Việt Nam, Đài Loan, Philippines và Trung Quốc. Hiện chưa rõ nước nào thực sự kiểm soát đá này.

## Đặc điểm
Có dạng hình tròn với đường kính khoảng 0,3 hải lý (560 m). Đá này chìm hoàn toàn dưới nước và không gây nên sóng vỡ trên mặt biển khiến tàu thuyền khó nhận diện được.